# Max Samec
Max Samec, Maximilian (Maksimilijan) Samec, (* 27. Juni 1881 in Kamnik; † 1. Juli 1964 in Ljubljana) war ein jugoslawischer Chemiker.

## Leben
Samec, der Sohn eines Arztes, wurde 1904 an der Universität Wien in Anorganischer Chemie promoviert. Danach war er Assistent an der Zentralanstalt für Meteorologie und Geodynamik, wobei er auch Ballonflüge durchführte. Er war Gründer der chemischen Abteilung an der Universität Ljubljana sowie Gründer und Leiter des Chemieinstitutes „Boris Kidrič“ der Slowenischen Akademie der Wissenschaften und Künste in Ljubljana. 
Er befasste sich mit der Chemie von Kohlenhydraten und insbesondere mit Stärke.
1938 erhielt er den Laura-R.-Leonard-Preis der Kolloid-Gesellschaft und 1940 die August-Wilhelm-von-Hofmann-Denkmünze. Er war Vorsitzender der Slowenischen Chemischen Gesellschaft und seit 1940 Mitglied der Leopoldina.

## Schriften
- Die Stärke, in: Julius von Wiesner (Hrsg.) Die Rohstoffe des Pflanzenreiches, 5. Lieferung,  5. Auflage, Weinheim: Cramer 1966
- Kolloidchemie der Stärke, Dresden: Steinkopff 1927